# Historia de la aspirina
La Historia de la aspirina (también conocida como ácido acetilsalicílico o AAS) y su aplicación médica junto con otras sustancias relacionadas se remonta a la historia antigua, aunque la aspirina pura solo se ha fabricado y comercializado desde 1899. Medicamentos hechos de sauce y otras plantas ricas en salicilato aparecen en papiros de farmacología faraónica egipcia pertenecientes al segundo milenio a. C. Hipócrates se refirió al uso del té salicílico como remedio para reducir la fiebre alrededor del año 400 a. C.[cita requerida]. Estos medicamentos formaron parte de la farmacopea de la medicina occidental en la antigüedad clásica y la Edad Media. El extracto de la corteza de sauce fue reconocido por sus efectos específicos sobre la fiebre, el dolor y la inflamación a mediados del siglo XVIII. Supuestamente Lewis y Clark utilizaron té de corteza de sauce entre 1803-1806 como un remedio para la fiebre de algunos miembros de su famosa expedición. Para el siglo XIX, los farmacéuticos estaban experimentando y prescribiendo una variedad de sustancias químicas relacionadas con el ácido salicílico, el componente activo del extracto de sauce.
En 1853 el químico Charles Frédéric Gerhardt combinó cloruro de acetilo con salicilato de sodio para producir el ácido acetilsalicílico, por primera vez, en la segunda mitad del siglo XIX. Otros químicos académicos establecieron la estructura química del compuesto e idearon métodos de síntesis más eficientes. En 1897, científicos de la empresa farmacéutica y de colorantes Bayer comenzaron a investigar al ácido acetilsalicílico como un reemplazo menos irritante para los medicamentos estándar de salicilato común. En 1899, Bayer llamó a este fármaco "Aspirina" y la vendió en todo el mundo. La palabra "aspirina" era el nombre de marca de Bayer y no el nombre genérico del medicamento; sin embargo, los derechos de la compañía Bayer por la marca se perdieron o fueron vendidos en muchos países.  La popularidad de la aspirina creció durante la primera mitad del siglo XX, impulsada por el papel eficaz que jugó al principio de la pandemia de gripe española de 1918. Su gran rentabilidad dio lugar a una feroz competencia y a la proliferación de marcas y productos derivados; probablemente algunos de los fallecimientos de la gripe de 1918 fueron debidos a intoxicaciones por aspirina.
La popularidad de la aspirina disminuyó después del desarrollo del paracetamol en 1956 y del ibuprofeno en 1962. En las décadas de 1960 y 1970, John Robert Vane y otros investigadores descubrieron el mecanismo básico de los efectos de la aspirina, mientras que ensayos clínicos y otros estudios llevados a cabo en las décadas de 1960 a 1980 establecieron la eficacia de la aspirina como un agente anticoagulante que reduce el riesgo de enfermedades de coagulación de la sangre. Las ventas de aspirina volvieron a cobrar fuerza en las últimas décadas del siglo XX, y siguen siendo fuertes en el siglo XXI debido a su uso generalizado como medicamento preventivo para ataques al corazón e infartos.

## El principio de la historia de los salicilatos
Los medicamentos derivados de la corteza del árbol del sauce y otras plantas ricas en salicilatos han sido parte de la farmacopea que se remonta, por lo menos, a la antigua Sumeria. En una tabla de piedra de texto de medicina de la tercera dinastía de Ur, que data alrededor del año 2000 a. C.[cita requerida], enlista el sauce, entre otros, dentro de los medicamentos de origen vegetal y animal; sin embargo no indican las prescripciones médicas. La primera referencia específica al sauce y al mirto (otra planta rica en salicilato) como plantas medicinales que se utilizaban por sus propiedades como analgésico, antipirético y antiinflamatorio procede del papiro Ebers, un texto médico egipcio de 1543 a. C., probablemente una copia de un texto del tiempo de la tabla de Ur.
Las preparaciones a base de corteza del árbol sauce formaban parte De materia medica, la compilación del conocimiento médico en el Oeste empezando por el médico griego Hipócrates en el siglo V a. C., que recomendaba estas preparaciones para aliviar el dolor de parto y para bajar la fiebre. El enciclopedista romano Celso en su obra “De medicina”, del año 30 d. C., recomendó el extracto de hoja de sauce para tratar los cuatro signos de la inflamación: enrojecimiento, calor, hinchazón y dolor. Los tratamientos a base de sauce aparecieron también en la obra de Dioscórides “De materia médica” y en la obra Naturalis Historia de Plinio el Viejo. En la época de Galeno, el sauce era de uso común en la Antigua Roma y mundo árabe como una pequeña parte de una grande y creciente farmacopea botánica.

## SiglosXVIIIyXIX

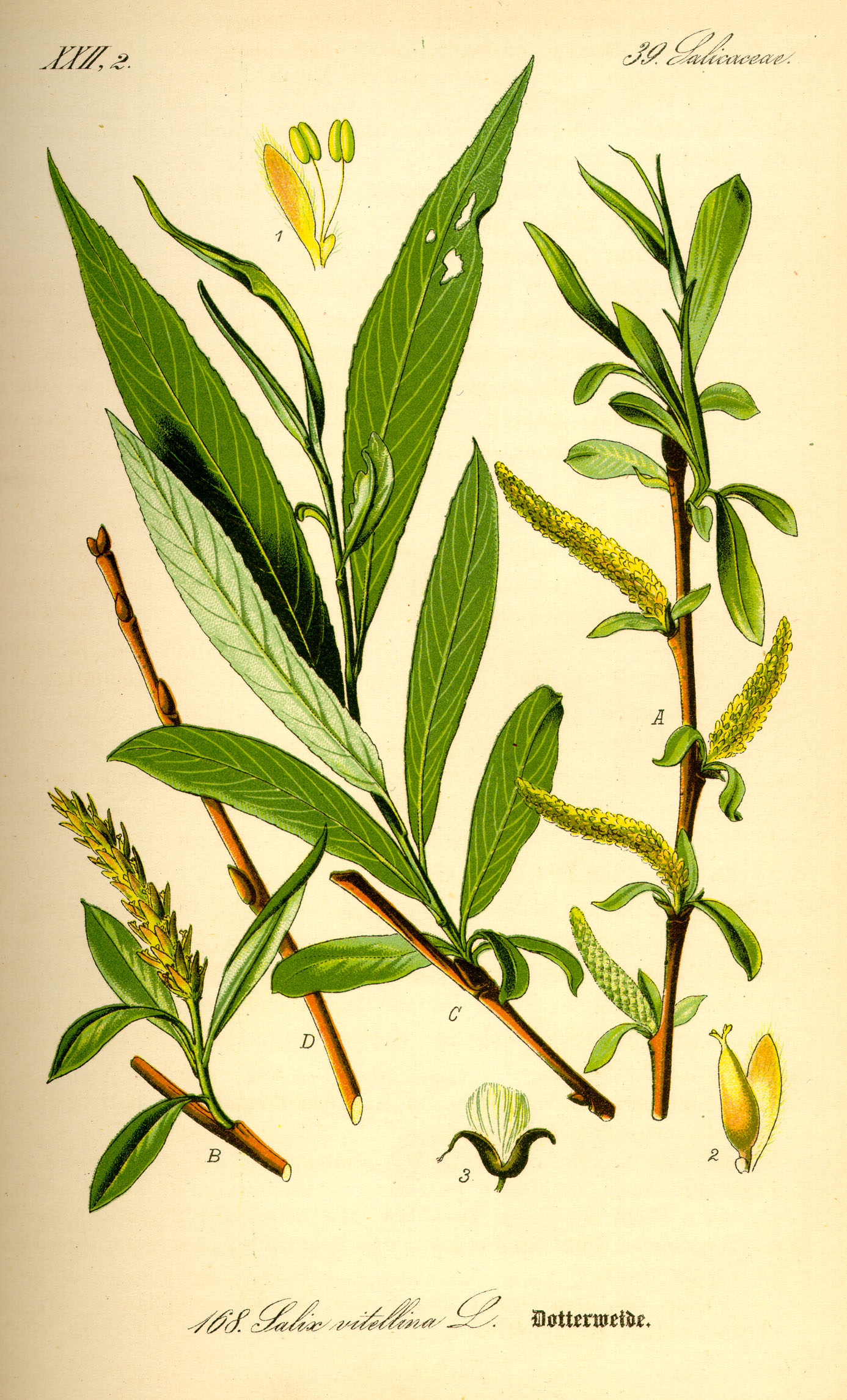
Edward Stone descubrió que la corteza del sauce blanco Salix alba podría sustituir a la quina en el tratamiento de la fiebre intermitente (ague).

El punto de inflexión para los medicamentos a base de salicilato se produjo en 1763, después de la lectura de un comunicado del capellán inglés Edward Stone en una reunión de la Royal Society, en donde se describía el poder curativo del extracto de corteza de sauce para curar el “ague”, una enfermedad que incluye síntomas como fiebre intermitente, dolor y fatiga, que hace referencia principalmente a la malaria. Inspirado por la doctrina de la firma, un ejemplo de medicina antroposófica, para buscar un tratamiento para el “ague” que se producía cerca de aguas salobres, Stone, en 1758,  probó con la corteza de un árbol de sauce y notó una astringencia que le recordaba a la cura estándar y costosa del “ague” con corteza de quina. Stone recogió, secó y pulverizó una cantidad sustancial de corteza de sauce y durante los próximos cinco años la probó en enfermos con fiebre y “ague”. En su reporte, Stone informa acerca del éxito del tratamiento con extracto de sauce comparado con el de la quina, aunque parece ser un poco menos potente. De hecho, el ingrediente activo de la corteza de quina es la quinina, que fue el primer tratamiento eficaz contra la malaria, mientras que el ingrediente activo del extracto de sauce es la salicina, que aliviaba los síntomas de la malaria pero no podía curarla. La carta de Stone (atribuida erróneamente a Edmund en lugar de Edward Stone) se imprimió en Philosophical Transactions of the Royal Society y hacia finales del siglo XVIII el sauce fue ganado popularidad como un sustituto de bajo costo para la quina.
En el siglo XIX, la novedosa disciplina de química orgánica comenzó a desarrollarse en Europa y los científicos trataron de aislar y purificar los componentes activos de varios medicamentos, incluyendo la corteza del sauce. Después de varios intentos fallidos a cargo de los químicos italianos Brugnatelli y Fontana en 1826, Johann Buchner obtuvo cristales de salicina relativamente puros en 1828; y al año siguiente Henry Leroux desarrolló un método mejor para la extracción de salicina con rendimiento moderado. En 1834, el farmacéutico suizo Johann Pagenstecher descubrió una nueva sustancia que según él servía para disminuir el dolor, esta sustancia la aisló de la planta denominada Ulmaria o Reina de los prados, que era un remedio común para muchas enfermedades. En 1838, el químico italiano Raffaele Piria encontró un método para obtener del extracto de sauce un ácido más potente que llamó ácido salicílico. Karl Jacob Löwig, químico alemán que había estado trabajando en la identificación del extracto de la Spirarea, pronto se percató de que se trataba, de hecho, del mismo ácido salicílico que Piria había obtenido.
A lo largo de las décadas del siglo XIX, el uso de medicamentos de salicilato, incluidos la salicina, él ácido salicílico y el salicilato de sodio, creció considerablemente, y los médicos sabían que podían tener efectos beneficiosos en la disminución del dolor, fiebre e inflamaciones. Sin embargo, los efectos secundarios desagradables que producían, particularmente irritación gástrica, limitaban su utilidad. Por la década de 1880, la industria química alemana, que estaba en auge por el desarrollo lucrativo de colorantes de alquitrán de hulla, se fue diversificando para investigar el potencial de nuevos medicamentos derivados del alquitrán. El punto clave fue la llegada de antifebrina de Kalle & Company, nombre comercial de la ya conocida acetanilida (compuesto intermedio para la elaboración de colorantes) cuyas propiedades antipiréticas fueron descubiertas por accidente en 1886. El éxito de la antifebrina inspiró a Carl Duisberg, el jefe de investigación de la pequeña empresa de tintes Friedrich Bayer & Company, a iniciar una búsqueda sistemática de otras sustancias químicas para bajar la fiebre. En poco tiempo los químicos de Bayer desarrollaron la fenacetina, y posteriormente los sedantes sulfonal y trional.

### Síntesis de AAS
Duisberg, al asumir el control de la gerencia global de Bayer en 1890, comenzó a ampliar el programa de investigación de medicamentos de la empresa. Duisberg formó un grupo de farmacéuticos para la creación de nuevos medicamentos, encabezado por el químico universitario Arthur Eichengrün, y un grupo de farmacología para probar los medicamentos, encabezado por Heinrich Dreser (a partir de 1897, después de Wilhem Siebel y Herman Hildebrandt). En 1894, el joven químico Felix Hoffman se unió al grupo de farmacéuticos. Dreser, Eichengrün y Hoffman serían las figuras claves en el desarrollo del ácido acetilsalicílico como fármaco, aspirina (aunque sus respectivos papeles han sido objeto de ciertas discrepancias o rivalidades).
En 1897, Hoffman empezó a trabajar con el objetivo de encontrar un sustituto para el ácido salicílico que fuera menos irritante. Él empezó a trabajar con esta idea porque su padre estaba sufriendo los efectos secundarios de tomar el silicilato de sodio para el reumatismo que padecía. Antes otros químicos habían intentado lo mismo mediante la acetilación del ácido salicílico para obtener ácido acetilsalicílico (AAS). Charles Frederic Gerhardt fue el primero en obtener el ácido acetilsalicílico en 1853. En el curso de su trabajo sobre la síntesis y propiedades de varios anhídridos de ácido, mezcló cloruro de acetilo con una sal de sodio del ácido salicílico (salicilato de sodio). Se produjo una vigorosa reacción y la sustancia resultante pronto solidificó. Dado que en ese tiempo aún no existía una teoría estructural, Gerhardt llamó al compuesto que obtuvo “anhídrido acético-salicílico” (wasserfreie Salicylsäure-Essigsäure). Cuando Gerhardt trató de disolver el sólido en una solución diluida de carbonato de sodio, se descompuso inmediatamente en las sales de sodio de los ácidos salicílico y acético. En 1859, von Gilm obtuvo AAS (que él llamó “acetylirte Salicylsäure”, ácido salicílico acetilado) por un método diferente, haciendo reaccionar ácido salicílico y cloruro de acetilo. En 1869, Schröder, Prinzhorn y Kraut repitieron las dos síntesis, la de Gerhardt (utilizando salicilato de sodio) y la de Gilm (utilizando ácido salicílico) y concluyeron que ambas reacciones daban el mismo compuesto, ácido acetilsalicílico. (A Prinzhorn se le atribuyó la realización de los experimentos). Ellos fueron los primeros en asignarle la estructura correcta con el grupo acetil conectado al oxígeno fenólico. El procedimiento de Kraut se estaba incluso utilizando en la compañía farmacéutica Heyden para producir AAS, sin nombre de marca comercial. Sin embargo, los métodos publicados no producían AAS pura, aunque el método de Kraut era lo suficientemente eficaz para ser utilizado. Es probable que Hoffman comenzara recreando los métodos publicados. El 10 de octubre de 1897 (según sus cuadernos de notas del laboratorio), Hoffman encontró un método mejor para obtener AAS a partir de ácido salicílico a reflujo con anhídrido acético.
Eichengrün envió AAS al grupo de farmacología de Dreser para las pruebas, y los resultados iniciales obtenidos fueron muy positivos. Normalmente el siguiente paso habría sido el ensayo clínico, pero Dreser se opuso a continuar la investigación del AAS dada la reputación del ácido salicílico de debilitar el corazón, un efecto secundario debido posiblemente a las altas dosis que a menudo se empleaban para tratar el reumatismo. El grupo de Dreser se ocupó seguidamente de analizar el siguiente logro químico de Felix Hoffman: la diacetilmorfina (que el equipo de Bayer pronto registró con el nombre de "heroína" debido a la sensación heroica que les había proporcionado). Eichengrün, frustrado por el rechazo de Dreser hacia el ácido acetilsalicílico (AAS) fue directamente con el representante de Bayer en Berlín, Felix Goldmann para organizar ensayos clandestinos con los médicos. Aunque los resultados de estos ensayos fueron también muy positivos, sin reportes de los típicos efectos secundarios del ácido salicílico, Dreser seguía oponiéndose. Sin embargo, Carl Duisberg tomó parte en el dilema y programó un ensayo completo. Seguidamente, Dreser reconoció el potencial del AAS y Bayer decidió seguir adelante con la producción. Dreser escribió un reporte de los resultados para dar a conocer el nuevo medicamento; en él omitió mencionar a Hoffman y a Eichengrün. Él fue también el único de los tres en recibir regalías por el medicamento (por hacer las pruebas), ya que éste no reunía las condiciones necesarias para ser elegido para cualquier patente que los químicos podrían haber utilizado para producirlo. Sin embargo, durante muchos años Dreser atribuyó el descubrimiento de la aspirina únicamente a Hoffman.
La controversia sobre quién fue el primer responsable del desarrollo de la aspirina continuó durante gran parte del siglo XX y XXI. Aunque el origen de la aspirina pertenecía al campo de la investigación académica y Bayer no fue el primero en producirla comercialmente, Bayer insiste en que “el ingrediente activo de la aspirina, el ácido acetilsalicílico, fue sintetizado por primera vez en 1897 como compuesto químicamente puro y por lo tanto estable, por un joven químico llamado Dr. Felix Hoffmann, que trabajaba para Bayer”.  Los historiadores y otros grupos pusieron en tela de juicio los primeros ingresos de Bayer por la síntesis de la aspirina, de que Hoffman fue el principal responsable, y que dio lugar al avance sensacional de la empresa Bayer. En 1949, poco antes de su muerte, Eichengrün escribió el artículo “Cincuenta años de la aspirina”, alegando que él no le había dicho a Hoffman el propósito de su investigación, lo que significaba que Hoffman simplemente llevó a cabo el plan de investigación de Eichengrün y que el fármaco nunca habría salido al mercado sin su indicación. Esta afirmación fue apoyada posteriormente por una investigación llevada a cabo por el historiador Walter Sneader. Axel Helmstaedter, Secretario General de la Sociedad Internacional de Historia de la Farmacia, puso en duda la primicia de la investigación de Sneader, señalando que varios artículos anteriores habían ya discutido la controversia Hoffman – Eichengrün con detalle. Bayer respondió a Sneader en un comunicado de prensa, indicando que de acuerdo con los registros, Hoffman y Eichengrün ocupaban puestos iguales, y que Eichengrün no era el supervisor de Hoffman. Sneader no mencionó que Hoffman aparece como el inventor del fármaco en la patente de los Estados Unidos. Eichengrün, que dejó la empresa Bayer en 1908, tuvo múltiples oportunidades de reclamar la prioridad del descubrimiento, falleció en 1949 y nunca reclamó ni recibió porcentaje alguno de las ganancias por las ventas de la aspirina.

### Nombrando el medicamento

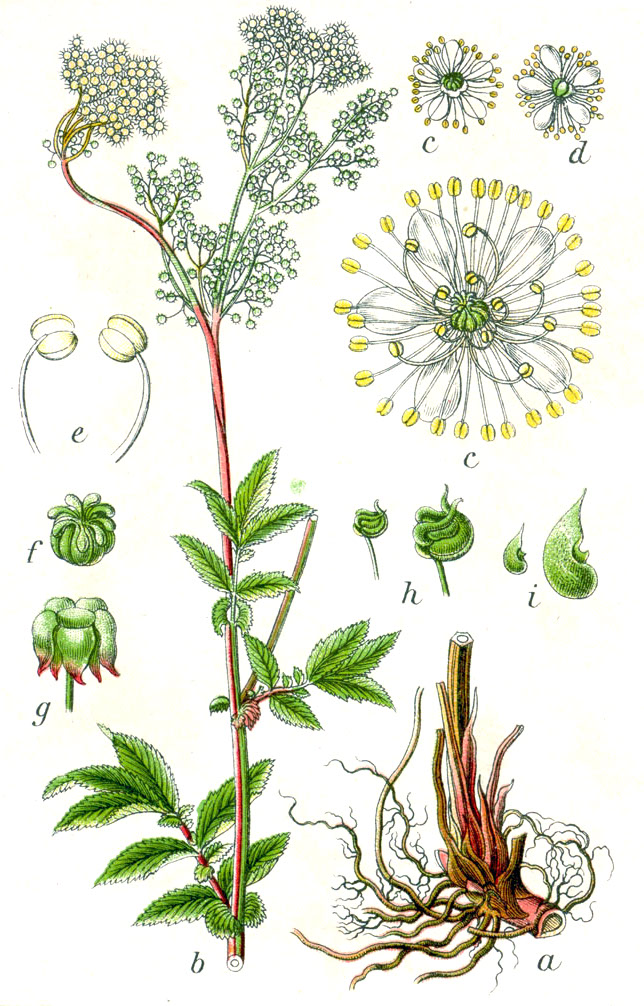
"Spirea", o Reina de los prados, es el homónimo alemán de Spirsäure (ácido salicílico) y, en última instancia, aspirina.

El nombre de "aspirina" se deriva del nombre de la sustancia química AAS, "acetylspirsäure" en alemán. Spirsäure (el ácido spírico o salicílico) fue nombrado por la planta Spiraea ulmaria (Reina de los prados), de la que se obtenía habitualmente el ácido salicílico. La palabra aspirina tomó la "a" por la acetilación, "spir" del Spirsäure (ácido spírico o salicílico), y se añadió la terminación "ina", que era una terminación típica de los medicamentos en esa época. En la ronda final de propuestas de nombres que circulaban en la empresa Bayer quedaron "aspirina" y "euspirina". El nombre de Aspirina temían que recordara a los clientes la aspiración pulmonar, pero Arthur Eichengrün argumentó que "eu", que significa “bueno”, era inapropiado porque usualmente este prefijo indicaba una mejora de una versión anterior de un medicamento similar. Dado que la sustancia en sí ya era conocida, Bayer decidió usar el nuevo nombre para demostrar que el medicamento era algo nuevo; en enero de 1899 se decidieron por "Aspirina".

### Derechos y venta
Bajo el liderazgo de Carl Duisberg, Bayer se comprometió firmemente a los normas de los medicamentos éticos, a diferencia de los medicamentos de patente. Los medicamentos éticos eran medicamentos que solo se podían obtener a través de un farmacéutico, por lo general con una receta médica. La publicidad directa al consumidor se consideraba poco ético y muchas organizaciones médicas se oponían a ello; esto era del domino de los medicamentos de patente. Por consiguiente, la empresa Bayer se limitó a comercializar la aspirina para los médicos directamente.
Cuando se inició la producción de la aspirina en 1899, Bayer envió pequeños paquetes del fármaco a doctores, farmacéuticos y hospitales, con información acerca de su modo de administración, y alentándolos a publicar descubrimientos sobre los efectos y eficacia del medicamento. Como se obtuvieron resultados positivos, el entusiasmo creció y Bayer buscó asegurar la patente y marca comercial lo antes posible. 
En cuanto a la patente, es preciso aclarar que la patente afecta al producto químico en si, no al nombre, regulado por otras normas. En el caso de este fármaco, lo que se intentó patentar fue el ácido acetilsalicílico. En Alemania la patente fue rechazada de plano, pues era muy conocido, y ya había fábricas que ya lo producían y comercializaban; sin embargo, la aspirina fue patentada en Gran Bretaña (registrada el 22 de diciembre de 1898), pero revocada más tarde. En EE. UU. no se intentó patentar el ácido acetil salicílico, sino el procedimiento de obtención (patente 644077 emitida el 27 de febrero de 1900). La patente americana fue también bloqueada pero finalmente confirmada.
Otra cosa es el nombre "Aspirina", es decir la marca, que fue registrada sin problema por Bayer en Alemania y resto de países.
Ante la creciente competencia legal e ilegal que presentaba la aspirina ante el ácido acetilsalicílico (AAS) comercializada a nivel mundial, Bayer trabajó para consolidar la conexión entre Bayer y la aspirina. Una estrategia que desarrolló fue pasar de la distribución de polvo de la aspirina para los farmacéuticos a una forma prensada en forma de píldora para su distribución como tabletas estandarizadas con el logotipo distintivo de la “cruz Bayer”.  En 1903 la empresa Bayer creó una filial americana remodelando una fábrica en Rensselaer, Nueva York, para producir aspirina para el mercado estadounidense sin pagar derechos de importación. Asimismo Bayer demandó a los violadores de patentes y contrabandistas. Los intentos de la compañía por aferrarse a sus ventas de aspirina incitaron a las críticas de los periódicos sensacionalistas y a la Asociación Médica de Estados Unidos, especialmente después de la Ley de Pureza de Alimentos y Drogas de 1906, que impedía a los medicamentos de marca estar registrados en la Farmacopea de Estados Unidos; Bayer registró a la aspirina con un nombre genérico intencionalmente enrevesado (éster de ácido monoacético de ácido salicílico) para que los doctores utilizaran el nombre comercial de "aspirina" para referirse a dicho medicamento.

## La Primera Guerra Mundial y Bayer
Con el estallido de la Primera Guerra Mundial en 1914, Bayer se enfrentaba a la competencia en todos sus principales mercados de productores locales de AAS, así como otras empresas farmacéuticas alemanas (sobre todo Heyden y Hoechst). El mercado británico se cerró inmediatamente a las empresas alemanas, pero la industria británica no podía satisfacer la demanda, especialmente de suministro de fenol, necesaria para la síntesis de AAS y también, en gran medida, para la fabricación de explosivos. El 5 de febrero de 1915, las marcas británicas de Bayer fueron invalidadas, por lo que cualquier empresa podría utilizar el término "aspirina". El mercado australiano fue dominado por “Aspro”, después de que los fabricantes de Nicholas-Aspirina perdieran allí el derecho exclusivo y temporal al nombre “aspirina". En los Estados Unidos, que solo entró en el conflicto en 1917, Bayer estaba todavía bajo el control alemán, aunque la guerra interrumpió los vínculos entre la planta estadounidense de Bayer y la Bayer con sede en Alemania, pero la escasez de fenol amenazó con reducir la producción de la aspirina a una muy pequeña cantidad, y las importaciones a través del Océano Atlántico fueron bloqueadas por la Royal Navy.

### La gran trama del fenol

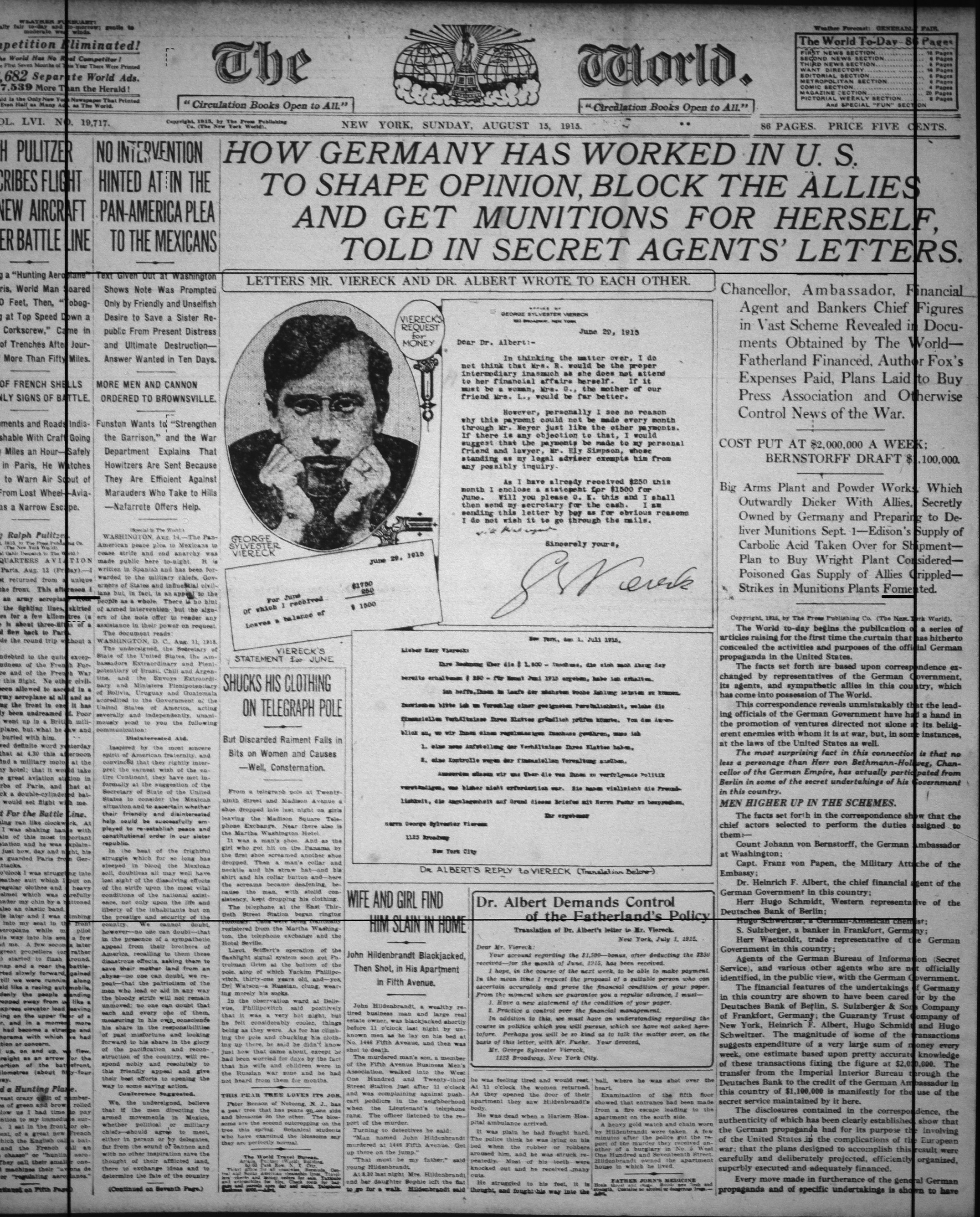
El 15 de agosto de 1915, la edición del New York World dio la noticia de la trama del fenol y otras actividades proalemanas clandestinas que fueron organizadas por Johann Heinrich von Bernstorff y Heinrich Alberts..

Para asegurar el suministro de fenol para la producción de la aspirina y al mismo tiempo ayudar indirectamente a la guerra de Alemania, agentes alemanes en Estados Unidos organizaron lo que se conoció como la “la gran trama del fenol”. En 1915, el precio del fenol se elevó hasta el punto que la planta de aspirina de Bayer se vio obligada a reducir drásticamente su producción. Esto fue especialmente problemático porque Bayer estaba instituyendo una nueva estrategia de marca, ya que se acercaba la fecha de expiración de la patente de la aspirina en los Estados Unidos. Thomas Alva Edison, que necesitaba fenol para la fabricación de discos fonográficos, también se enfrentaba a problemas de abastecimiento de este compuesto. En respuesta construyó una fábrica de fenol capaz de bombear doce toneladas por día. El exceso de fenol de Edison parecía destinado para la producción de trinitrofenol o ácido pícrico.
Aunque los Estados Unidos se mantuvieron oficialmente neutrales hasta abril de 1917, iban prestando su apoyo cada vez más a los Aliados a través del comercio. Para contrarrestar esto, el embajador alemán Johann Heinrich von Bernstorff y el funcionario del Ministerio del Interior Heinrich Albert se encargaron de debilitar a la industria estadounidense y de mantener el apoyo público a Alemania. Uno de sus agentes era un exempleado de Bayer, Hugo Schweitzer. Schweitzer estableció un contrato para una empresa ficticia llamada "La Asociación de Intercambio de Productos Químicos", para comprar todo el exceso de fenol de Edison. Gran parte del fenol iría a la filial estadounidense Chemische Fabrik von Heyden, de propiedad alemana;  Heyden era el proveedor de Bayer de ácido salicílico para la fabricación de la aspirina. En julio de 1915 las plantas de Edison estaban vendiendo a Schweitzer cerca de tres toneladas de fenol por día. La producción de ácido salicílico de Heyden no tardó en volver a estar en línea, y a su vez la planta de aspirina de Bayer también estaba en funcionamiento.
La estrategia duró solo unos meses. El 24 de julio de 1915, el maletín de Heinrich Albert, que contenía papeles con los detalles de la trama del fenol, fue recuperado por un agente del Servicio Secreto de los Estados Unidos. Aunque las actividades no eran ilegales, ya que Estados Unidos era todavía oficialmente neutral y seguía negociando con Alemania, pronto se filtraron los documentos al periódico antialemán: el New York World. El 15 de agosto de 1915, el periódico publicó una revelación comprometedora. Pronto la presión pública obligó a Schweitzer y Edison a poner fin a su acuerdo sobre el fenol. Edison, avergonzado, tuvo que enviar su exceso de fenol a los militares de EE. UU. Sin embargo, para entonces, el acuerdo había producido una ganancia de más de dos millones de dólares, y ya había suficiente fenol para mantener la planta de aspirina de Bayer en funcionamiento. La reputación de la empresa Bayer mejoró mucho, justo cuando la compañía estaba preparando el lanzamiento de una campaña de publicidad para asegurar la conexión entre la aspirina y la marca Bayer.

### Bayer pierde tenencias extranjeras
A partir de 1915, Bayer creó una serie de filiales y empresas fantasmas en los Estados Unidos para protegerse contra la posibilidad de perder el control de sus activos estadounidenses, en el caso de que los EE. UU. debieran entrar en la guerra, y para permitir a Bayer entrar en otros mercados (por ejemplo, uniformes del ejército). Después de que los EE. UU. declararan la guerra a Alemania en abril de 1917, el custodio de propiedad extranjera A. Mitchell Palmer, comenzó a investigar a las empresas de propiedad alemana, y pronto dirigió su atención a Bayer. Para evitar el tener que entregar al gobierno todas las ganancias y activos, la gerencia de Bayer pasó sus valores a una nueva empresa, nominalmente propiedad de los estadounidenses, pero controlada por los líderes alemán- americanos de Bayer. Sin embargo, Palmer descubrió pronto esta intriga e incautó todas las tenencias estadounidenses de Bayer. Después de que la Ley del Comercio con el Enemigo fuera modificada para permitir la venta de estas participaciones, el gobierno subastó la planta Rensselaer y todas las patentes y marcas americanas de Bayer, incluyendo el nombre de la marca Bayer y el logotipo la “Cruz de Bayer” que fue comprado por una empresa de medicamentos de patente, Sterling Products, Inc. El derecho a la aspirina Bayer y los derechos de los EE. UU. al nombre de Bayer y a sus marcas se vendieron de nuevo a [Bayer], en 1994, por un billón de dólares americanos.

## Periodo entre guerras

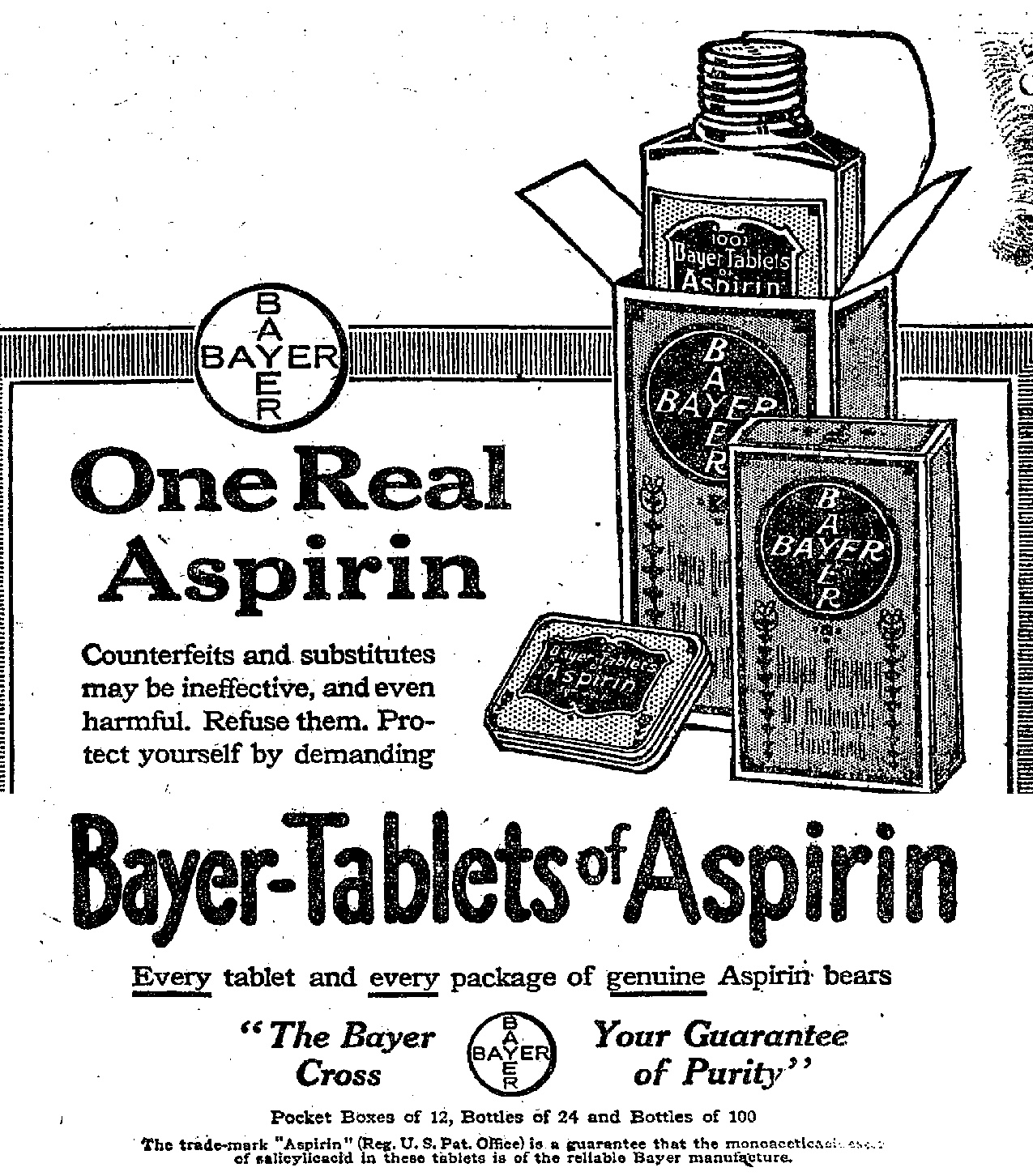
Bayer comenzó a anunciar su producto directamente a los consumidores justo antes de la expiración de la patente de la aspirina. Este anuncio, de The New York Times, del 19 de febrero de 1917, hace hincapié en Bayer como “Una aspirina verdadera” en previsión de la competencia legal en el mercado americano.

Con la llegada de la mortífera pandemia de Gripe española en 1918, la aspirina, o cualquier otro nombre con el que se la haya identificado, consolidó su reputación de ser uno de los medicamentos más potentes y eficaces en la farmacopea de la época. Sus propiedades para reducir la fiebre le dio a muchos pacientes la suficiente fuerza para luchar contra la infección. Las pequeñas y grandes compañías de aspirina se ganaron la lealtad de los doctores y del público en general, fabricando y adquiriendo suficiente medicamento para satisfacer la gran demanda. A pesar de esto, algunas personas creyeron que los alemanes habían puesto el virus de la gripe española en la aspirina de Bayer, causando así la pandemia como una táctica de guerra.
La patente estadounidense de la aspirina expiró en 1917, pero Sterling poseía la marca comercial “aspirina”, que era solo el término comúnmente utilizado para el medicamento. En 1920, la United Drug Company impugnó la marca comercial “aspirina”, que se convirtió oficialmente en el genérico para la venta al público en los EE. UU. (aunque se mantuvo como marca registrada cuando se vendía a mayoristas y farmacéuticos). A raíz de la gripe española, la demanda crecía rápidamente y pronto aparecieron cientos de marcas de “aspirina” a la venta en los Estados Unidos.
La empresa Sterling Products equipada con todos los derechos de propiedad intelectual de Bayer en Estados Unidos, trató de sacar provecho de su nueva marca lo antes posible, antes que las aspirinas genéricas se hicieran cargo. Sin embargo, sin la experiencia alemana para hacer funcionar la planta Rensselaer para producir aspirina y otros productos farmacéuticos de Bayer, la empresa Sterling solo disponía de un suministro finito de aspirina, enfrentando además la competencia de otras compañías. El presidente de Sterling, William E.  Weiss tenía como objetivo vender la aspirina de Bayer no solo en los Estados Unidos sino también en el extranjero, haciéndole así la competencia a la Bayer alemana.  Aprovechando las pérdidas que la empresa Farbenfabriken Bayer (la empresa alemana Bayer) había sufrido como consecuencia de las disposiciones de reparaciones  de guerra del Tratado de Versalles (1919), Weiss elaboró un acuerdo con Carl Duisberg para compartir beneficios en las Américas, Australia, Sudáfrica y Gran Bretaña, de la mayoría de los medicamentos de Bayer, a cambio de recibir asistencia técnica para la elaboración de dichos medicamentos. Sterling también se hizo cargo de los activos canadienses de Bayer, así como de la propiedad de la marca comercial "Aspirina", que sigue siendo válida en Canadá y en la mayor parte del mundo. Bayer compró a Sterling Winthrop en 1994 y restituyó la propiedad del nombre de Bayer y la marca de la cruz de Bayer en los EE. UU. y Canadá, así como la propiedad de la marca comercial Aspirina en Canadá.

### Diversificación de mercado

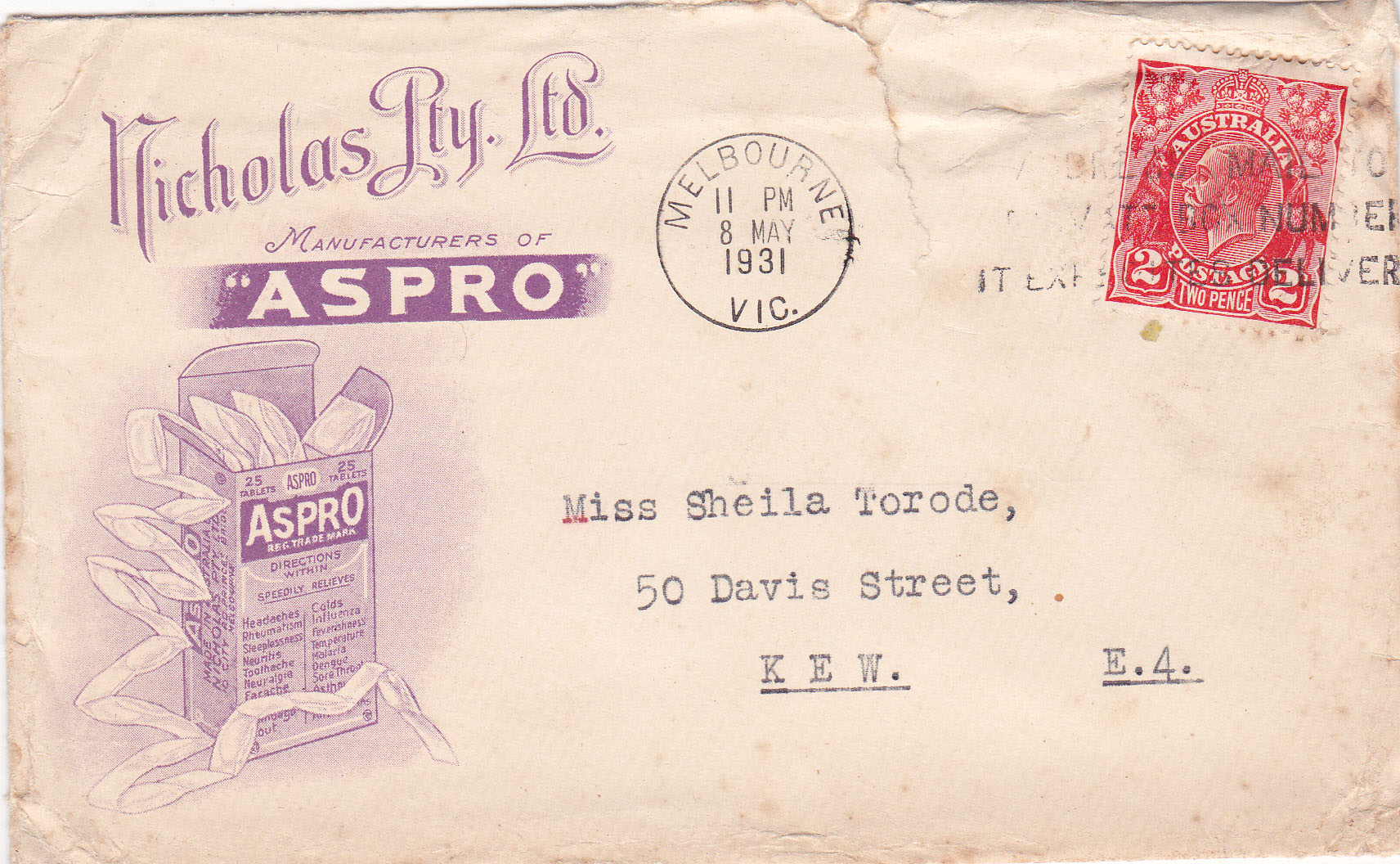
Embalaje Aspro 1931

Entre la Primera y Segunda Guerra Mundial, muchas marcas nuevas de aspirina y productos a base de aspirina entraron en el mercado. La compañía australiana Nicholas Proprietary Limited, mediante las agresivas estrategias de mercadotecnia de George Davies, convirtió a Aspro en una marca global, con especial fuerza en Australia, Nueva Zelanda y el Reino Unido. Marcas americanas como Aspirina de Burton, Aspirina de Molloy, Aspirina-Cal y Aspirina St. Joseph trataron de competir con la Aspirina Bayer americana, mientras que los nuevos productos como Cafiaspirin (aspirina con cafeína) y Alka-Seltzer (una mezcla soluble de aspirina y bicarbonato de sodio) le dieron a la aspirina nuevos usos. En 1925, la Bayer alemana se volvió parte de IG Farben, un conglomerado de antiguas empresas de la industria colorante; las marcas de aspirina de la IG Farben, y la Cafiaspirina con cafeína en América Latina (administrada conjuntamente con Sterling Products) compitieron con aspirinas de menor precio como "Geniol".

## La competencia de los nuevos medicamentos
Después de la Segunda Guerra Mundial, con el desmantelamiento del conglomerado IG Farben debido a su papel fundamental en el régimen nazi, Sterling Products compró la mitad de Bayer Ltd., la filial británica de Bayer, la otra mitad de la que ya poseía. Sin embargo, la aspirina de Bayer integraba solo una pequeña parte del mercado de la aspirina británica debido a la competencia de "Aspro", "Disprina" (un fármaco de aspirina soluble) y otras marcas. Bayer Ltd. inició la búsqueda de nuevos analgésicos para competir más eficazmente. Después de encontrar varios medicamentos compuestos, moderadamente exitosos, que utilizaban principalmente aspirina como (Anadin y Excedrin), el gerente de Bayer Ltd., Laurie Spalton, ordenó una investigación de una sustancia que habían encontrado los científicos de Yale en 1946 y que era un metabolito activo de la acetanilida: acetaminofén. Después de efectuar los ensayos clínicos, en 1956 Bayer Ltd. introdujo acetaminofeno (también denominado paracetamol) al mercado bajo la marca comercial de "Panadol".
Sin embargo, Sterling Products no comercializó el "Panadol" en los Estados Unidos u otros países donde la Aspirina Bayer dominaba el mercado de la aspirina. Otras empresas comenzaron a vender medicamentos de acetaminofeno (paracetamol), especialmente, los Laboratorios McNeil con el "Tylenol" líquido en 1955, y grageas de "Tylenol" en 1958. En 1967 se podía adquirir Tylenol sin receta médica. Debido a que no causa irritación gástrica, el acetaminofeno reemplazó rápidamente gran parte de las ventas de la aspirina. En el año 1962 se lanzó otro analgésico, antiinflamatorio: el ibuprofeno, que se vendía como "Brufen" en el Reino Unido y como "Motrin" en los EE. UU. En la década de 1970 la aspirina tenía relativamente poca demanda en el mercado de los analgésicos y en la década de 1980 las ventas disminuyeron, aún más cuando se pudo adquirir el ibuprofeno sin receta.
También en la década de 1980, varios estudios sugirieron que había una relación entre el consumo infantil de aspirina y el Síndrome de Reye, una enfermedad potencialmente mortal. Para 1986 la Administración de Alimentos y Medicamentos de Estados Unidos (U.S. Food and Drug Administration) exigió que se pusieran etiquetas de advertencia en todas las aspirinas, lo que bajó aún más la venta de estas. Los fabricantes de Tylenol también presentaron una demanda contra los fabricantes de la aspirina "Anacin", American Home Products (actualmente Wyeth) alegando que el hecho de haber añadido etiquetas de advertencia antes de 1986 había frenado las ventas de Tylenol injustamente, sin embargo esta demanda fue finalmente desestimada.

## Investigando cómo funciona la aspirina
El mecanismo de las propiedades analgésicas, antiinflamatorias y antipiréticas de la aspirina era desconocido debido al apogeo que tuvo el medicamento a principios y mediados del siglo XX. La explicación de Heinrich Dreser, ampliamente aceptada ya que el medicamento ya estaba en el mercado, era que la aspirina aliviaba el dolor actuando sobre el Sistema nervioso central. En 1958, Harry Collier, un bioquímico del laboratorio de Londres de la compañía farmacéutica Parke Davis, comenzó a investigar la relación entre las quininas y los efectos de la aspirina. En pruebas realizadas con conejillos de Indias Cavia porcellus, Collier encontró que la aspirina, si se da de antemano, inhibía los efectos de broncoconstricción de la bradiquinina. Observó que cortar el nervio vago de los conejillos de Indias no afectaba la acción de la bradiquinina o el efecto inhibidor de la aspirina, lo que ponía en evidencia que la aspirina trabajaba localmente para combatir el dolor y la inflamación en vez de actuar sobre el sistema nervioso central. En 1963, Collier comenzó a trabajar con la estudiante graduada en farmacología de la Universidad de Londres Priscilla Piper, para determinar el mecanismo exacto de los efectos de la aspirina. Sin embargo, era difícil el precisar los tejemanejes bioquímicos que tenían lugar en los animales de investigación in vivo, y las pruebas in vitro con tejidos de animales no resultaban como los ensayos in vivo.
Después de cinco años de colaboración, Collier hizo arreglos para que Piper trabajara con el farmacólogo John Vane en el Real Colegio de Cirujanos de Inglaterra, con el fin de que aprendiera los nuevos métodos de bioensayo de Vane, que parecían ser una posible solución a las fallas resultantes de las pruebas in vitro. Vane y Piper probaron la cascada bioquímica asociada al choque anafiláctico (en los extractos de pulmones de conejillos de Indias, aplicado al tejido de aortas de conejo). Encontraron que la aspirina inhibía la liberación de un producto químico desconocido generado por los pulmones de los conejillos de Indias, una sustancia química capaz de contraer el tejido del conejo. En 1971, Vane identificó esta sustancia química (que llamaron  “sustancia que contrae aorta de conejo,” o RCS) como la prostaglandina. EL 3 de junio de 1971, en un artículo de la revista Nature, Vane y Piper sugirieron que la aspirina y fármacos similares (medicamentos antiinflamatorio no esteroideo o AINE) trabajaban bloqueando la producción de prostaglandinas. La investigación posterior mostró que los AINE, como la aspirina, trabajaban mediante la inhibición de la ciclooxigenasa, la enzima responsable de la conversión de ácido araquidónico en prostaglandina.

## Resurgimiento como fármaco para el corazón
Los efectos de la aspirina en la coagulación de la sangre (como un agente antiplaquetario) fueron observados por primera vez en 1950 por Lawrence Craven. Craven, médico de familia en California, había recetado a sus pacientes con amigdalectomía que masticaran "Aspergum", una goma de mascar analgésico, cuyo principio activo es la aspirina. Craven observó que un número inusual de pacientes tuvo que ser hospitalizado por hemorragia grave y que estos pacientes habían estado consumiendo grandes cantidades de Aspergum. Empezó a recomendar el consumo de una aspirina diaria para todos sus pacientes y alegó que los pacientes que habían seguido el tratamiento con aspirina (cerca de 8 000 personas) no tenían síntomas de trombosis. Sin embargo, los estudios de Craven no fueron tomados en serio por la comunidad médica porque no se había hecho un estudio controlado con placebo y solo había publicado sus resultados en revistas desconocidas.
La idea de utilizar la aspirina para prevenir enfermedades de la coagulación de la sangre (por ejemplo, ataques cardiacos y accidentes cerebrovasculares) cobró fuerza en la década de 1960, cuando el médico investigador Harvey Weiss observó que la aspirina tenía un efecto antiagregante plaquetario (y a diferencia de otros fármacos antiplaquetarios, la aspirina presentaba baja toxicidad). El hematólogo del Consejo de Investigación Médica John O´Brien recuperó el hallazgo de Weiss y en 1963 empezó a trabajar con el epidemiólogo Peter Elwood en el potencial de la aspirina como medicamento contra la trombosis. Elwood comenzó un ensayo a gran escala de la aspirina como medicamento preventivo para los ataques cardiacos. Los Laboratorios Nicholas acordaron proporcionar las tabletas de aspirina, y Elwood reclutó sobrevivientes de ataques cardiacos en un estudio doble ciego controlado: los sobrevivientes de ataques cardiacos tenían estadísticamente mayor probabilidad de sufrir un segundo ataque, reduciendo así en gran medida el número de pacientes necesarios para detectar con fiabilidad si la aspirina tenía algún efecto sobre los ataques al corazón. El estudió se inició en febrero de 1971, pero pronto los investigadores tuvieron que interrumpir el doble ciego cuando un estudio realizado por el epidemiólogo estadounidense Herschel Jick sugirió que la aspirina o prevenía los ataques cardiacos o los hacía más letales. Jick había encontrado que en su hospital habían ingresado menos pacientes consumidores de aspirina por ataque cardiaco que pacientes que no consumían aspirina. Una posible explicación era que la aspirina causaba que las víctimas de ataques al corazón morían antes de llegar al hospital, pero los resultados iniciales de Elwood descartaron esa explicación. Cuando terminó el ensayo de Elwood en 1973, éste mostró una moderada pero no estadísticamente significativa reducción de ataques de corazón entre el grupo de personas que tomaba aspirina.
Varios estudios posteriores afianzaron la eficacia de la aspirina como medicamento para el corazón, pero la evidencia no estaba fuera de toda duda. Sin embargo, a mediados de la década de 1980, con la relativamente nueva técnica de metaanálisis, el estadístico Richard Peto convenció a la Administración de Alimentos y Medicamentos (FDA) estadounidense y a gran parte de la comunidad médica, que los estudios de la aspirina en su conjunto, mostraban la eficacia de la aspirina con una relativa certeza. A finales de la década de 1980, la aspirina se utilizaba ampliamente como un medicamento preventivo de ataques al corazón y había recuperado su antigua posición de ser el analgésico más vendido en los Estados Unidos.